# Ж'є (Во)
Ж'є (фр. Giez) — громада  в Швейцарії в кантоні Во, округ Юра-Нор-Водуа.

## Географія
Громада розташована на відстані близько 65 км на захід від Берна, 31 км на північ від Лозанни.
Ж'є має площу 4,8 км², з яких на 5,7% дозволяється будівництво (житлове та будівництво доріг), 58,3% використовуються в сільськогосподарських цілях, 35,4% зайнято лісами, 0,6% не є продуктивними (річки, льодовики або гори).

## Демографія
2019 року в громаді мешкало 413 осіб (+21,1% порівняно з 2010 роком), іноземців було 16,9%. Густота населення становила 87 осіб/км².
За віковим діапазоном населення розподілялося таким чином: 21,8% — особи молодші 20 років, 60% — особи у віці 20—64 років, 18,2% — особи у віці 65 років та старші. Було 162 помешкань (у середньому 2,5 особи в помешканні).
Із загальної кількості 95 працюючих 28 було зайнятих в первинному секторі, 36 — в обробній промисловості, 31 — в галузі послуг.